# Petralia livingstonei
Petralia livingstonei är en mossdjursart som beskrevs av Stach 1936. Petralia livingstonei ingår i släktet Petralia och familjen Petraliidae. Inga underarter finns listade i Catalogue of Life.